# Onycocaris oligodentata
Onycocaris oligodentata är en kräftdjursart som beskrevs av Fujino och Miyake 1969. Onycocaris oligodentata ingår i släktet Onycocaris och familjen Palaemonidae. Inga underarter finns listade i Catalogue of Life.